# Epidendrum montserratense
Epidendrum montserratense är en orkidéart som beskrevs av Mark Anthony Nir. Epidendrum montserratense ingår i släktet Epidendrum och familjen orkidéer. IUCN kategoriserar arten globalt som akut hotad. Inga underarter finns listade i Catalogue of Life.